# 신축이음
신축이음은 콘크리트 구조물이 온도에 따라 늘어나거나 줄어들면서 생길 수 있는 균열을 방지하기 위해 설치하는 이음이다.

## 지수판
지수판 재료에는 강판, 동판 등이 있다.

## 참고 문헌
- 박영태 (2019). 〈콘크리트공〉. 《토목기사 실기》. 세진사.